# ای‌جی ۴۸۹
ای‌جی ۴۸۹ (به انگلیسی: AG 489) با فرمول شیمیایی C۲۶H۴۷N۷O۲ یک ترکیب شیمیایی با شناسه پاب‌کم ۱۳۱۰۰۷ است. که جرم مولی آن ۴۸۹٫۶۹۷۰۸ g/mol می‌باشد. 